# María del Val (Marival) Bermejo Sanz
María del Val (Marival) Bermejo Sanz (Valencia, 16 de octubre de 1965) es catedrática de Farmacia y Tecnología Farmacéutica España de la Universidad Miguel Hernández de Elche. Su investigación actual está dedicada a la validación de modelos in situ e in vitro de absorción y disolución para la predicción de la permeabilidad oral y al desarrollo de modelos celulares de barrera hematoencefálica.

### Carrera científica
Desde 1998 al 2008, fue Profesora Titular en la Universidad de Valencia. Se licenció y doctoró en dicha universidad bajo la dirección del profesor José Mª Plá Delfina, con beca del Ministerio de Educación y Ciencia español. Su tesis doctoral se centró en la influencia de los tensioactivos sintéticos y naturales y el alcohol en la absorción intestinal. En 1998 y 1999, respectivamente, realizó dos estancias de investigación en el Instituto de Topología y Dinámica de Sistemas de la Universidad Paris VII bajo la supervisión de la profesora Christiane Mercier y en la Escuela de Farmacia de la Universidad de Míchigan en colaboración con el profesor Gordon Amidon.
La profesora Marival Bermejo ha coordinado y participado en numerosos proyectos de investigación financiados por la Comisión Europea y el Ministerio de Ciencia y Tecnología en España. Destaca su proyecto Red Biofarma- Proyecto alfa iii de la UE destinado al fortalecimiento de las capacidades biofarmacéuticas en Latinoamérica. La Dra. Bermejo ha publicado más de 100 artículos originales de investigación, 10 de ellos en revistas españolas, varios trabajos de revisión, 10 capítulos de libros y un libro de Metodologías Biofarmacéuticas. En 2022, un análisis de Elsevier sobre la base de datos Scopus para evaluar el impacto de las publicaciones científicas indicaba que la profesora Bermejo se encontraba entre el 2% de los autores científicos más citados del mundo.  Es coautora, con Gordon Amidon, de las versiones inglesa y española de 'Biofarmacia moderna', un programa de enseñanza asistido por computadora. Es experta externa de la Agencia Española de Medicamentos y Productos Sanitarios y de la Agencia Europea de Medicamentos (EMA). Fue vicepresidenta de la Sociedad Española de Farmacia Industrial y Galénica (SEFIG), del 2010 al 2014.  Es en la actualidad, es vocal de Docencia e investigación en el Colegio de Farmacéuticos de la Provincia de Alicante.

### Premios y distinciones
- En el año 2001 su equipo recibió el Premio Liconsa-Chemo Ibérica por su investigación en la absorción de fluoroquinolonas.
- Desde 2012, es Académica correspondiente extranjera de la Academia de Ciencias Farmacéuticas de Chile nombramiento basado en su prolífica labor docente en colaboración con equipos de Estados Unidos y Latinoamérica que incluye numerosos cursos de formación a profesionales de la industria farmacéutica y organismos regulatorios desde el año 2000 a la actualidad.
- Es académica correspondiente de la Academia de Farmacia de la Comunidad Valenciana. https://afcv.es/public/Attachment/2020/1/7-6-19DiscursoMarivalBermejoweb.pdf
- https://comunicacion.umh.es/2019/06/10/la-profesora-maria-del-val-bermejo-sanz-academica-correspondiente-de-la-academia-de-farmacia-de-la-cv/
- Es miembro del comité de directores de la “Drug Delivery Foundation” (www.ddfint.org).
- Marival Bermejo fue fundadora científica de dos empresas Spin-off (Intervalence Biokinetics SL) desde la Universidad de Valencia  y (Vitakoras Pharma SL) desde la UMH.
- Recibió una beca de la fundación Fullbright en 2015 para un periodo sabático corto en la Universidad de Míchigan, donde ha continuado vinculada como Investigadora visitante del 2016 al 2018 invitada en estancias cortas hasta la actualidad colaborando en un proyecto de investigación dirigido por el Prof. Gordon Amidon y financiado por la FDA (Food and Drug Administration).
- Recibió en 2021 el premio 'Pearls of Bioequivalence Award' de la Frankfurt Quality of Medicines Foundation y la EUFEPS (Sociedad Europea de Ciencias Farmacéuticas).[6]